# Yoann Blanc
 (décembre 2015).
Si vous disposez d'ouvrages ou d'articles de référence ou si vous connaissez des sites web de qualité traitant du thème abordé ici, merci de compléter l'article en donnant les références utiles à sa vérifiabilité et en les liant à la section « Notes et références ».
Yoann Blanc, né le 5 novembre 1975 à Ambilly, en Haute-Savoie, est un acteur franco-suisse,, de théâtre, de cinéma et de télévision vivant à Bruxelles.

## Biographie
Yoann Blanc est diplômé de l'INSAS.
Au théâtre il a joué sous la direction, entre autres, d'Armel Roussel, Galin Stoev, Philippe Sireuil, Falk Richter, Michel Dezoteux, Alain Françon, Guillemette Laurent, Mathylde Demarez et Ludovic Barth, Selma Alaoui, Aurore Fattier. Il a été nommé trois fois aux prix de la critique en Belgique[réf. nécessaire].
Au cinéma, en 2010 il coécrit le court métrage Week-end réalisé par Romain Graf et tient un des rôles principaux dans De leur vivant de Géraldine Doignon. Puis il joue dans L'Hiver dernier de John Shank, Hell de Tim Fellhbaum, Vandal de Hélier Cisterne, et Torpedo de Matthieu Donck.
En 2015 il interprète Karl-Heinz dans la série Station Horizon, et en 2016 Yoann Peeters dans La Trêve.
La même année, il tient le rôle principal du film Un homme à la mer de Géraldine Doignon — qui le dirige pour la deuxième fois —, rôle pour lequel aux Magritte du cinéma 2017, il obtient le Magritte du meilleur espoir masculin.
Il joue ensuite dans Une part d'ombre de Samuel Tilman, rôle pour lequel il sera nommé aux Magrittes du cinéma 2019 dans la catégorie meilleur second rôle, Fortuna de Germinal Roaux, Trois Jours et une vie de Nicolas Boukhrief, Convoi exceptionnel de Bertrand Blier, Lucky d' Olivier Van Hoofstadt.. La Terre des hommes de Naël Marandin, ou encore Adieu Monsieur Haffman de Fred Cavayé. Ainsi que dans les séries Double vie, Helvetica, Manon 20 ans, L'agent immobilier, 1985 , Pandore où il campe un des rôles principaux.

## Filmographie

### Cinéma

#### Courts métrages
- 2002 : Les Galets de Micha Wald
- 2009 : Week-end de Romain Graf : Al
- 2011 : Le Petit Chevalier d'Emmanuel Marre: Marc
- 2012 : Pixeliose de Romain Graf : Adrien
- 2013 : Partouze de Matthieu Donck : Marc
- 2016 : Les Tubes de Matthieu Donck et Xavier Seron : Le proctologue
- 2020 : Les rives de Styx de Julles Carrin

#### Longs métrages
- 2011 : De leur vivant de Géraldine Doignon : Ludovic
- 2011 : Hell de Tim Fellhbaum : Sohn Micha
- 2011 : L'Hiver dernier de John Shank : Bastien
- 2012 : Torpedo de Matthieu Donck : policier Sofa Life
- 2013 : Vandal de Hélier Cisterne : Ribot
- 2015 : Baden Baden de Rachel Lang
- 2016 : Un homme à la mer de Géraldine Doignon : Mathieu
- 2016 : Je me tue à le dire de Xavier Seron: Le producteur
- 2017 : Une part d'ombre de Samuel Tilman : Fabian
- 2018 : Fortuna de Germinal Roaux : Frère Luc
- 2019 : Trois Jours et une vie de Nicolas Boukhrief : M. Mouchotte
- 2019 : Convoi exceptionnel de Bertrand Blier : Le piéton au scénario
- 2019 : La Forêt de mon père de Vero Cratzborn : Dr Le Floch
- 2020 : Lucky d'Olivier Van Hoofstadt
- 2020 : La Terre des hommes de Naël Marandin
- 2021 : Adieu monsieur Haffmann de Fred Cavayé

### Télévision
- 2014 : Break-ups : La Série
- 2015 : Station Horizon de Pierre-Adrian Irlé et Romain Graf – Karl-Heinz
- 2015 : La Trêve –  Yoann Peeters (saisons 1 et 2)
- 2017 : Manon 20 ans (mini-série) de Jean-Xavier de Lestrade – M. Hervé
- 2019 : Double vie de Bruno Deville- Joël Schimdt
- 2019 : Helvetica - Gaspard
- 2020 : L'Agent immobilier (mini-série) d'Etgar Keret et Shira Geffen – M. Riberi
- 2022 : Pandore (série télévisée) de Vania Leturcq – Marc Van Dyck
- 2023 : 1985 de Willem Wallyn - Christophe Dejoyaux
- 2023 : The Crown de Peter Morgan - Henri Paul
- 2025 : La Rebelle : Les Aventures de la jeune George Sand de Rodolphe Tissot - Michel de Bourges
- 2025 : Espèce menacée

## Théâtre
- 1997 : Roberto Zucco de Bernard-Marie Koltes - mise en scène Armel Roussel
- 1998 : Visages d'Hubert Colas - mise en scène Thomas Fourneau
- 1998 : Les Européens de Howard Barker - mise en scène Armel Roussel
- 1999 : Artefact de Armel Roussel - mise en scène Karim Barras.
- 2000 : Sauvés de Edward Bond - mise en scène Michel Dezoteux.
- 2000 : Enterrer les morts / réparer les vivants d'après Platonov de Tchekhov - mise en scène Armel Roussel.
- 2001 : Un Volpone d'après Ben Johnson - mise en scène Vincent Goethals.
- 2002 : Le Triomphe de l'amour de Marivaux - mise en scène Philippe Sireuil.
- 2003 : La conquête du pôle sud de Manfred Karge - mise en scène Eddy Letexier.
- 2004 : Cendre de cailloux de Daniel Danis - mise en scène Vincent Goethals.
- 2005 : Pop? mise en scène Armel Roussel.
- 2005 : E de Daniel Danis - mise en scène Alain Françon.
- 2005 : Richard III de William Shakespeare - mise en scène Michel Dezoteux.
- 2006 : Naître de Edward Bond - mise en scène Alain Françon.
- 2007 : Anticlimax de Werner Schwab - mise en scène Selma Alaoui.
- 2008 : Le Revizor de Nicolas Gogol - mise en scène Michel Dezoteux.
- 2009 : Si Demain vous déplait - mise en scène Armel Roussel.
- 2009 : SPRL de et mise en scène Jean-Benoit Ugeux.
- 2009 : Jeunesse Blessée de et mise en scène Falk Richter.
- 2010 : Ivanov Re/Mix de Anton Tchekhov - mise en scène Armel Roussel.
- 2010 : Pleurez mes yeux, pleurez d'après le Cid de Corneille - mise en scène Philippe Sireuil.
- 2011 : After After, une histoire rêvée du capitalisme - mise en scène Aurore Fattier.
- 2012 : Serpents à Sornettes de Jean-Marie Piemme - mise en scène Philippe Sireuil.
- 2013 : L'Amour, La Guerre de et mise en scène Selma Alaoui.
- 2014 : Liliom de Ferenc Molnar - mise en scène de Galin Stoev.
- 2014 : Perplexe de Marius von Mayenburg - mise en scène Sofia Betz.
- 2016 : Ondine (Démontée) d’après Jean Giraudoux - mise en scène Armel Roussel
- 2016 : Les gens d'Oz - Yana Borissova - mis en scène Galin Stoev
- 2017 :  La musica II -Marguerite Duras - Mise en scène Guillemette Laurent
- 2018 : Bug- Tracy Letts - Mise en scène Aurore Fattier
- 2019 : L'abattage rituel de Gorge Mastromas - Dennis Kelly - Mise en scène  Jasmina Douieb [5],[6]
- 2020 : Ton joli rouge-gorge[7] - Mich - Mise en scène Mathylde Demarez et Ludovic Barth
- 2021 : Ivanoff de Fredrik Brattberg d'après "Ivanov" d'A.Tchekhov - Mise en scène Galin STOEV
- 2022 : Ether/After - mise en scène Armel Roussel.
- 2022 : George de Molière. Le Grand Divertissement Royal de la Clinic Orgasm Society - Molière - George- Mise en scène de Ludovic Barth et Mathylde Demarez[8],[9]
- 2022 : Hedda de Sebastien Monfé d'après "Hedda Gabler" de Henrik Ibsen- Mise en scène Aurore Fattier
- 2022 : Peer Gynt de Henrik Ibsen- Mise en scène Guillemette Laurent

## Distinctions
- Magritte du cinéma 2017 : Magritte du meilleur espoir masculin pour Un homme à la mer